# Артър Конъли
Артър Конъли (на английски: Arthur Conolly) е британски разузнавач и пътешественик в Азия и по-специално в Централна Азия.
Негово е авторството на израза „Голямата игра“. Автор е на книгата „Пътуване до Северна Индия по суша от Великобритания през Русия, Персия, Афганистан“ (Journey to the North of India through Russia, Persia and Afghanistan; 1843).
Опитва се да се противопостави на руското влияние в Централна Азия и по-специално в Афганистан. Обезглавен е по заповед на бухарския емир Нусрала с обвинение в шпионаж.